# Nepeta schugnanica
Nepeta schugnanica là một loài thực vật có hoa trong họ Hoa môi. Loài này được Lipsky mô tả khoa học đầu tiên năm 1904.